# HMGB1
HMGB1（high mobility group box 1）もしくはHMG-1（high-mobility group protein 1）、アンフォテリン（英: amphoterin）は、ヒトではHMGB1遺伝子にコードされるタンパク質である。
HMGB1は高移動度群タンパク質に属し、HMGボックスドメインを持つ。

## 機能
HMGB1はクロマチンタンパク質の中で最も重要なものの1つである。核内では、HMGB1はヌクレオソーム、転写因子、ヒストンと相互作用する。このタンパク質はDNAの組織化と転写調節を担っている。HMGB1はDNAを屈曲させ、他のタンパク質の結合を促進する。HMGB1は多くの転写因子と相互作用し、多くの遺伝子の転写を補助する。また、ヌクレオソームとも相互作用してパッキングされたDNAを緩め、クロマチンのリモデリングを行う。コアヒストンとの接触は、ヌクレオソームの構造を変化させる。
HMGB1の核内への局在は翻訳後修飾に依存している。HMGB1がアセチル化されていない場合には核内にとどまるが、リジン残基の高アセチル化によって細胞質基質への移行が引き起こされる。
HMGB1は、V(D)J組換え時のRAGのpaired complex形成を補助する重要な役割を果たすことが示されている。

## 炎症における役割
HMGB1は免疫細胞（マクロファージ、単球、樹状細胞など）から、リーダーレス分泌経路によって分泌される。活性化されたマクロファージや単球は、炎症のサイトカインメディエーターとしてHMGB1を分泌する。HMGB1に対する中和抗体は、関節炎、大腸炎、内毒素血症、敗血症、虚血時の損傷に対する保護効果を示す。炎症や損傷の機構にはTLR2やTLR4への結合が関与しており、これらはマクロファージからのサイトカイン放出のHMGB1依存的活性化を媒介する。
PARP1によるHMGB1のADPリボシル化はアポトーシス細胞の除去を阻害し、それによって炎症を持続させる。HMGB1またはLPSによるTLR4への結合はPARP1によるHMGB1のADPリボシル化を持続させる、炎症の自己増幅ループとなる。
DNAワクチンのアジュバントとしてのHMGB1の利用が提案されている。死滅しかかっている腫瘍細胞から放出されたHMGB1は、骨髄由来膠芽腫浸潤樹状細胞上のTLR2のリガンドとなり、抗腫瘍免疫応答を媒介することが示されている。

## 相互作用
HMGB1はp53と相互作用する。
HMGB1は細胞から放出されることもある。TLRリガンドやサイトカインとも相互作用して、TLR2、TLR4、RAGEなど複数の細胞表面受容体を介して細胞を活性化する。

### TLR4を介した相互作用
HMGB1の一部の作用は、TLRによって媒介されている。HMGB1とTLR4の相互作用はNF-κBのアップレギュレーションを引き起こし、サイトカインの産生と放出の増加をもたらす。HMGB1は好中球上のTLR4との相互作用により、NADPHオキシダーゼによる活性酸素種の産生を刺激することもできる。HMGB-LPS複合体はTLR4を活性化してアダプタータンパク質（MyD88など）の結合を引き起こし、さまざまなシグナル伝達カスケードの活性化をもたらす。このシグナルによる下流の影響としてMAPKとNF-κBが活性化され、サイトカインなどの炎症性分子の産生が引き起こされる。

## 臨床的意義
HMGB1はがん治療の標的、SARS-CoV-2感染による炎症低減の媒介因子、COVID-19後遺症のバイオマーカーとしての利用が提唱されている。
神経変性疾患の1つ脊髄小脳失調症1型（SCA1）は、アタキシン1遺伝子の変異によって引き起こされる。SCA1のマウスモデルでは、変異型アタキシン1タンパク質は神経細胞のミトコンドリアにおけるHMGB1の減少または阻害を媒介する。HMGB1はDNA損傷の修復に必要不可欠なDNAの構造的変化を調節する。SCA1マウスモデルでは、ウイルスベクターの導入によるHMGB1の過剰発現によってミトコンドリアDNA損傷修復が促進され、神経病理や運動障害が緩和され、寿命も伸長する。このように、SCA1の病理にはHMGB1の機能不全が重要な役割を果たしているようである。
近年では、投薬治療を受けていない高機能自閉症スペクトラム障害（ASD）の小児において、HMGB1の上昇と細部へのattention to detail（細部への注意/関心）やsystemizing（システム化）との関係の証拠が得られており、ASDの認知過程を調節する神経生物学的機構の破壊にHMGB1を介した炎症過程が関与している可能性が示唆されている。この研究では、ASDの小児の血清中HMGB1濃度は定型発達児と比較して有意に高いことが示された。さらにASD群では、血清中HMGB1濃度は自閉症スペクトラム指数（AQ）のattention to detailスコアやシステム化指数（SQ）の総スコアとの正相関がみられた。HMGB1は信頼性の高い炎症マーカーであり、こうした関連は炎症過程といくつかの自閉症特性との関連性を説明できるため、HMGB1がこの神経発達障害の治療標的となる可能性があることが示唆されている。しかしながら、小児における包括的証拠は限定的であり、ASDの中核的特徴とHMGB1とを関連付ける機構の理解へ向けた詳細な研究の必要性が強調される。 

## 関連文献
- “HMG1 and 2, and related 'architectural' DNA-binding proteins”. Trends in Biochemical Sciences 26 (3):  167–74. (March 2001). doi:10.1016/S0968-0004(01)01801-1. PMID 11246022.
- “HMGB1 as a DNA-binding cytokine”. Journal of Leukocyte Biology 72 (6):  1084–91. (December 2002). doi:10.1189/jlb.72.6.1084. PMID 12488489.
- “PGE2 receptor agonist misoprostol protects brain against intracerebral hemorrhage in mice”. Neurobiology of Aging 36 (3):  1439–50. (March 2015). doi:10.1016/j.neurobiolaging.2014.12.029. PMC 4417504. PMID 25623334.
- “Mini-review: The nuclear protein HMGB1 as a proinflammatory mediator”. European Journal of Immunology 34 (6):  1503–12. (June 2004). doi:10.1002/eji.200424916. PMID 15162419.
- “Mechanisms of Disease: the role of high-mobility group protein 1 in the pathogenesis of inflammatory arthritis”. Nature Clinical Practice. Rheumatology 3 (1):  52–8. (January 2007). doi:10.1038/ncprheum0379. PMID 17203009.
- “Masquerader: high mobility group box-1 and cancer”. Clinical Cancer Research 13 (10):  2836–48. (May 2007). doi:10.1158/1078-0432.CCR-06-1953. PMID 17504981.
- “Relevance of high-mobility group protein box 1 to neurodegeneration”. International Review of Neurobiology 82:  137–48. (2007). doi:10.1016/S0074-7742(07)82007-1. ISBN 9780123739896. PMID 17678959.
- “Interactions of plasminogen and tissue plasminogen activator (t-PA) with amphoterin. Enhancement of t-PA-catalyzed plasminogen activation by amphoterin”. The Journal of Biological Chemistry 266 (25):  16730–5. (September 1991). doi:10.1016/S0021-9258(18)55362-X. PMID 1909331.
- “A human placental cDNA clone that encodes nonhistone chromosomal protein HMG-1”. Nucleic Acids Research 17 (3):  1197–214. (February 1989). doi:10.1093/nar/17.3.1197. PMC 331735. PMID 2922262.
- “Identification of the core-histone-binding domains of HMG1 and HMG2”. Biochimica et Biophysica Acta (BBA) - Gene Structure and Expression 866 (4):  242–51. (May 1986). doi:10.1016/0167-4781(86)90049-7. PMID 3697355.
- “The high mobility group protein HMG1 can reversibly inhibit class II gene transcription by interaction with the TATA-binding protein”. The Journal of Biological Chemistry 269 (25):  17136–40. (June 1994). doi:10.1016/S0021-9258(17)32531-0. PMID 8006019.
- “Amphoterin, the 30-kDa protein in a family of HMG1-type polypeptides. Enhanced expression in transformed cells, leading edge localization, and interactions with plasminogen activation”. The Journal of Biological Chemistry 268 (26):  19726–38. (September 1993). doi:10.1016/S0021-9258(19)36575-5. PMID 8366113.
- “HMG1 interacts with HOX proteins and enhances their DNA binding and transcriptional activation”. The EMBO Journal 15 (18):  4981–91. (September 1996). doi:10.1002/j.1460-2075.1996.tb00878.x. PMC 452236. PMID 8890171.
- “Expression of high-mobility group-1 mRNA in human gastrointestinal adenocarcinoma and corresponding non-cancerous mucosa”. International Journal of Cancer 74 (1):  1–6. (February 1997). doi:10.1002/(SICI)1097-0215(19970220)74:1<1::AID-IJC1>3.0.CO;2-6. PMID 9036861.
- “Two-dimensional electrophoretic analysis of human breast carcinoma proteins: mapping of proteins that bind to the SH3 domain of mixed lineage kinase MLK2”. Electrophoresis 18 (3–4):  588–98. (1997). doi:10.1002/elps.1150180342. PMID 9150946.
- “High mobility group protein-1 (HMG-1) is a unique activator of p53”. Genes & Development 12 (4):  462–72. (February 1998). doi:10.1101/gad.12.4.462. PMC 316524. PMID 9472015.
- “High affinity binding and overlapping localization of neurocan and phosphacan/protein-tyrosine phosphatase-zeta/beta with tenascin-R, amphoterin, and the heparin-binding growth-associated molecule”. The Journal of Biological Chemistry 273 (12):  6998–7005. (March 1998). doi:10.1074/jbc.273.12.6998. PMID 9507007.
- “Non-histone chromosomal proteins HMG1 and 2 enhance ligation reaction of DNA double-strand breaks”. Biochemical and Biophysical Research Communications 246 (1):  137–41. (May 1998). doi:10.1006/bbrc.1998.8589. PMID 9600082.
- “Identification of sequence-tagged transcripts differentially expressed within the human hematopoietic hierarchy”. Genomics 50 (1):  44–52. (May 1998). doi:10.1006/geno.1998.5308. PMID 9628821.
- “High-mobility group chromatin proteins 1 and 2 functionally interact with steroid hormone receptors to enhance their DNA binding in vitro and transcriptional activity in mammalian cells”. Molecular and Cellular Biology 18 (8):  4471–87. (August 1998). doi:10.1128/mcb.18.8.4471. PMC 109033. PMID 9671457.
- “Cerebroprotection by the neuronal PGE2 receptor EP2 after intracerebral hemorrhage in middle-aged mice”. Journal of Cerebral Blood Flow and Metabolism 37 (1):  39–51. (January 2017). doi:10.1177/0271678X15625351. PMC 5363749. PMID 26746866.
- “Growth suppression and radiosensitivity increase by HMGB1 in breast cancer”. Acta Pharmacologica Sinica 28 (12):  1957–67. (December 2007). doi:10.1111/j.1745-7254.2007.00669.x. PMID 18031610.
- “Extracellular HMGB1: a therapeutic target in severe pulmonary inflammation including COVID-19?”. Mol Med 26 (1):  42(2020). (May 2020). doi:10.1186/s10020-020-00172-4. PMC 7203545. PMID 32380958.